# متحف الصادرية
متحف الصادرية أحد متاحف منطقة الرياض يقع في وادي الدواسر (محافظة) , أسسه الشيخ سلمان حمود الهدلاء، يقع متحف الصادريه ضمن موقع كبير مساحة 14400 متر مربع خصصه المالك ليكون متحفا كبيرا يضم العديد من التحف المعمارية والتي تمثل نماذجا من نماذج العمارة العربية والإسلامية والعالمية، مثل العمارة النجدية (المصمك) والعمارة العسيريه وقبة بيت المقدس ومسلة طويله جدا تمثل رمز لانتفاضة أطفال الحجارة بفلسطين والعمارة باليمن والعمارة بالشرق مثل التنين الصيني والشلالات بإندونيسيا وقباب مبنى الكرملين بروسيا .
كما يوجد بالمتحف مبنى مستقل ومتكامل عبارة عن متحف للتراث الشعبي بني على مساحة 1500 متر مربع بالإضافة إلى مبنى آخر مستقل يضم القطع والمخطوطات والعملات الثمينة وقد بني على مساحة 600 متر مربع، ويحتوي متحف التراث الشعبي تجسيد ومجسمات لأنماط الحياة بوسط الجزيرة العربية عبر القرون حتى العهد السعودي، عرضت بمجموعة من الغرف تمثل رواقا يحيط بفناء تم استخدامه بطريقة احترافية لعمل العروض التراثية الحيه على منصة للزوار وبنيت بأركان المبنى أبراج بارتفاع 10 امتار .
وتتنوع المعروضات من أدوات للضيافة العربية وأدوات الطعام والحل والترحال والسقيا وجلب الماء والسجاد والمصنوعات الجلدية والخشبية والخوصيه بأشكالها المتعددة بشكل تكاملي لعرض التراث الشعبي، أما مبنى المتحف الثاني فهو عبارة عن تحفه معمارية له بوابة حجريه ومبنى رائع وبالسقف تمثيل لقباب مبنى الكرملين بروسيا، ويحتوي على قاعة فسيحة بخزانات عرض رئسيه وأربعة اجنحة عرض بها الكثير من قطع العملات الورقية والمعدنية والأجهزة السمعية والمرئية وأدوات الطب الشعبي والمخطوطات والمصاحف القديمة والأسلحة والأدوات الحربية من بنادق وسيوف وجنابي.

## وصلات خارجية
- متحف الصادرية التراثي